# روبن كوزينز
روبن كوزينز (بالإنجليزية: Robin Cousins) هو متزلج فني بريطاني، ولد في 17 أغسطس 1957 في برستل في المملكة المتحدة.

## وصلات خارجية
- روبن كوزينز على موقع أوليمبيديا (الإنجليزية)
- روبن كوزينز على موقع اللجنة الأولمبية البريطانية (الإنجليزية)
- روبن كوزينز على موقع IMDb (الإنجليزية)
- روبن كوزينز على موقع الموسوعة البريطانية (الإنجليزية)
- روبن كوزينز على موقع قاعدة بيانات الفيلم (الإنجليزية)